# الظواهرية
قرية الظواهرية هي إحدى القرى التابعة لمركز الحسينية في محافظة الشرقية في جمهورية مصر العربية. حسب إحصاءات سنة 2006، بلغ إجمالي السكان في الظواهرية 28330 نسمة، منهم 14471 رجل و13859 امرأة.